# Trepucó
El poblado talayótico de Trepucó es un asentamiento talayótico menorquín situado a dos kilómetros de Mahón siguiendo el camino viejo de San Luis.
Este poblado prehistórico fue excavado por primera vez por la arqueóloga Margaret Murray, en 1931. Se  conservan dos talayots, habitaciones y una taula con su correspondiente recinto. 
La taula de Trepucó fue excavada en los años treinta del siglo XX por la arqueóloga Margaret Murray y consolidada a principios de los años 70 del siglo XX.
Esta taula fue construida en la época talayótica, entre los años 800 y 450 a. C. La taula está formada por una piedra rectangular situada verticalmente, con unas medidas espectaculares: una altura de 4,20 m; anchura de 2,75 m; y grueso de 0,40 m. Es la pieza clave del apoyo, a la cual con la reconstrucción se añadió una estructura de hormigón a la cara posterior. Encima de esta piedra de apoyo, está situada otra piedra, con unas dimensiones más reducidas: longitud de 3,65 m, anchura de 1,60 m y grueso de 0,60 m. 
La taula está situada dentro de un recinto de planta aproximadamente semicircular, con una fachada cóncava. La funcionalidad de este recinto de taula era la de un espacio religioso y de culto.
El poblado de Trepucó fue utilizado en el siglo XVIII durante la dominación francesa de la Isla de Menorca.
Es uno de los 32 yacimientos prehistóricos menorquines que se presentan a la candidatura de la Menorca Talayótica como patrimonio de la humanidad a la UNESCO.